# Джерело (роман Айн Ренд)
«Джерело» (англ. The Fountainhead) — роман американської письменниці єврейського походження Айн Ренд, який став її першим великим літературним успіхом. Головний герой, Говард Рорк, — молодий архітектор-індивідуаліст, який не бажає йти на компроміс зі своїми творчими переконаннями заради визнання й успіху, прагнучи будувати за стандандартами модернізму. У образі Рорка Айн Ренд втілила не лише ідеального, на її думку, чоловіка, але і своє переконання щодо переваги індивідуалізму над колективізмом.
Головний герой протистоїть так званим «вторинним людям», конформістам, яким чужа ідея цілісності та незалежності. До таких належить колишній Рорків однокурсник, Пітер Кітінґ, котрий досягає успіху, наслідуючи популярні стилі, проте раз за разом звертається по допомогу в проектуванні до Рорка. Еллсворт Тухі, архітектурний критик із соціалістичними поглядами, використовує свій вплив для просування власних соціально-політичних ідей і намагається зруйнувати кар'єру Рорка. Найбільш суперечливим персонажем твору є коханка Рорка — Домінік Франкон. Вона переконана, що нон-конформізм не має шансів на перемогу, і вагається між допомогою Рорку і руйнуванням його кар'єри.

## Історія створення
У 1928 році за дорученням кінорежисера і продюсера Сесіла Демілля Айн Ренд почала працювати над кіносценарієм за оригінальною історії Дадлі Мерфі. В оповіданні Мерфі йшлося про двох робочих, що будують хмарочос в Нью-Йорку і закоханих в одну жінку. У Ренд робочі перетворилися в архітекторів, один з яких, Говард Кейн, був відданим своїй справі ідеалістом, що споруджують хмарочос, незважаючи на всі перешкоди. В кінці фільму Кейн святкував перемогу, стоячи на даху побудованого будинку. Однак Сесіль де Мілль відхилив сценарій Ренд. Фільм «Хмарочос», 1928 рік, був знятий за сценарієм, заснованому на ідеї Мерфі, але деякі елементи свого варіанту Ренд пізніше використовувала в «Джерелі».
Приступаючи до роботи над романом, сюжет і герої якого були пов'язані з незнайомою їй професійною сферою, Ренд прочитала безліч книжок про архітектуру і біографій архітекторів, а також безкоштовно працювала друкаркою в бюро архітектора Елі Жак Кана.
Робота над романом постійно переривалася. У 1937 році Ренд написала новелу «Гімн», в 1940 році закінчила адаптацію для театру свого роману «Ми — живі» і брала активну участь в політиці як волонтер президентської кампанії Уенделла Уїлки. Коли закінчилися гроші, отримані в якості гонорарів за попередні роботи, вона стала підробляти рецензентом-фрілансером, оцінюючи і відбираючи сценарії для кіностудій. В результаті, коли Ренд нарешті знайшла видавця, роман був готовий лише на третину.
Хоча твори Айн Ренд вже видавалися раніше, знайти видавця для «Джерела» виявилося непросто. Macmillan Publishing, надрукувало «Ми — живі», відмовилося від «Джерела» з-за того, що автор наполягала на більш активній рекламі нового роману. Агент письменниці став пропонувати книгу іншим видавництвам. У 1938 році Knopf підписало договір на книгу, але у Ренд до жовтня 1940 року було готова тільки четверта частина тексту, і видавець розірвав договір. Кілька інших видавців відхилили книгу, агент Ренд почав критикувати роман, був звільнений, а Ренд зайнялася пошуком видавця самостійно.
Допоміг Ренд сценарист Річард Міландо її начальник в Paramount Pictures. Він звів Ренд зі своїми знайомими в видавничій сфері, зокрема в Bobbs-Merrill Company. Редактору Арчібальда Огден, недавно розпочав працювати в Bobbs-Merrill, роман сподобався. Однак думки двох штатних рецензентів розійшлися. Один вважав, що це велика книга, яку не вдасться продати, інший вважав, що це макулатура, але буде добре продаватися. Начальник Огдена, президент видавництва Д. Л. Чамберс, вирішив відхилити книгу. Огден у відповідь написав у головний офіс: «Якщо це невідповідна для вас книга, то я невідповідний для вас редактор». Виявлену Огден завзятість призвело до того, що в грудні 1941 року контракт з Айн Ренд був підписаний. Дванадцять інших видавництв «Джерело» відхилили.
«Джерело» був опублікований в травні 1943 року. Спочатку книга продавалася погано, але завдяки народній чутці в результаті потрапила в списки бестселерів. У серпні 1945 року, через два роки після виходу в світ, роман зайняв шостий рядок списку бестселерів The New York Times.
У 1971 році на честь 25-річчя першої публікації роману вийшло ювілейне видання «Джерела» з новим передмовою Айн Ренд (видавництво — New American Library). У ювілейному виданні 1993 (50 років від дня виходу) Bobbs-Merrill додало післямова послідовника і спадкоємця Айн Ренд американського філософа Леонарда Пейкоффа. До 2008 року було продано 6,5 млн примірників англійською мовою. Роман був переведений на інші мови, серед яких російська, китайська, болгарська, хорватська, чеська, французька, грецький, італійська, японська, турецька та ін.

## Сюжет
Навесні 1922-го року Говарда Рорка відраховують з Стентонського інституту технологій через небажання дотримуватися прийнятого там історичного стилю в дизайні будівель. Рорк переїздить до Нью-Йорка й отримує роботу в бюро Генрі Камерона, колись успішного архітектора, нині змушеного перебиватися нечастими замовленнями. Пітер Кітінґ, популярний, однак не надто талановитий студент, якому Рорк допомагав із проектами, отримує диплом із відзнакою та запрошення на роботу до провідної архітерктурної фірми «Франкон і Геєр» і також вирушає до Нью-Йорка. Кітінґ зосереджується на побудові дружніх взаємин із Ґаєм Франконом та усуненні конкурентів на своєму шляху, врешті стаючи партнером Франкона. Між тим Рорк і Камерон натхненно працюють, але бюро врешті-решт банкрутує.
Кітінґ наймає Рорка на роботу, однак скоро його звільняють через недотримання субординації. Після тривалих пошуків Рорк деякий час працює на іншу компанію, а згодом відкриває власне бюро, яке припиняє роботу через відсутність клієнтів. Рорк відчайдушно прагне знайти роботу, на якій не потрібно думати, й влаштовується робітником у гранітному кар'єрі, що належить Ґаєві Франкону. Там він зустрічається із Домінік Франкон, колумністкою нью-йоркського «Знамена», яка проводить літню відпустку в сімейному маєтку неподалік. Між ними миттєво виникає взаємна симпатія, що призводить до статевого акту, який сама Домінік пізніше називає зґвалтуванням. Невдовзі Рорк отримує листа від замовника на проектування будівлі й повертається до Нью-Йорка.
Еллсворт Тухі — архітектурний критик у «Знамені». Він відвертий соціаліст, який формує громадську думку за допомогою власної колонки та низки впливових партнерів. Тухі ставить собі за мету зруйнувати кар'єру Рорка. Тухі маніпулює одним із Роркових клієнтів таким чином, що той позивається до Рорка. Тухі разом із кількома архітекторами (включно із Кітінґом) під час судового процесу звинувачують Рорка в професійній некомпетентності через відкидання ним загальноприйнятого історичного стилю. Домінік свідчить на користь Рорка, однак він програє справу. Домінік вирішує, що раз вона не живе у світі, якого прагне, де подібних до Рорка людей визнають за їхню велич, то житиме виключно у світі, який має, де цураються Рорка й возвеличують Кітінґа. Вона виходить заміж за Кітінґа, повністю підкорюючи себе йому, і заодно переконує потенційних замовників надати перевагу Кітінґові, а не Рорку.
Аби виграти для Кітінґа престижне замовлення від Ґейла Вайненда, власника й головного редактора «Знамена», Домінік погоджується переспати з Вайнендом. Вайненд так сильно закохується в Домінік, що платить Кітінґові за розлучення з нею, після чого Вайненд і Домінік одружуються. Прагнучи збудувати дім для себе та своєї дружини, Вайненд розуміє, що кожну будівлю, яка впала йому в око, збудував Говард Рорк. Вайненд наймає Рорка й вони швидко стають близькими друзями. При цьому Вайненд не знає про колишні стосунки Рорка й Домінік.
Пітер Кітінґ, який переживає значний кар'єрний спад, благає Еллсворта Тухі використати свій вплив, аби отримати замовлення на будівництво дільниці Кортланд — недорогого житла для бідних. Усвідомлюючи, що з усіма найкращими проектами йому допомагав Рорк, Кітінґ знову вирушає до колишнього -однокурсника. Рорк погоджується спроектувати Кортланд з двома умовами: цілковитої анонімності та обіцянки Кітінґа, що дільницю зведуть без відхилень від проекту. Однак, повернувшись із тривалої відпустки, Рорк бачить, що дизайн Кортланду змінили. Він виносить у повітря зведену споруду, щоб запобігти підриву бачення візії творця.
Рорка арештовують, у пресі проти нього розгортають обвинувачувальну кампанію, проте Вайненд вирішує стати на захист друга. Через такий непопулярний крок стрімко падає наклад, а Вайнендові працівники оголошують страйк. Зіштовхнувшись із реальною перспективою закриття «Знамена», Вайненд капітулює й підтримує загальну кампанію звинувачень проти Рорка. Під час слухання у суді Рорк виголошує промову про цінність людського еґо й цілісність особистості, після чого присяжні оголошують його невинним. Він також здобуває перемогу над Домінік, яка залишає Вайненда.
Вайненд зрештою усвідомлює природу влади, що нею, як йому здавалося, він володів, і сам закриває «Знамено». Він замовляє Роркові головну будівлю свого життя — найвищий у Нью-Йорку хмарочос, який має стати пам'ятником людських досягнень. За вісімнадцять місяців на місці майбутньої будівлі Вайненда кипить робота. Домінік, нині вже місіс Рорк, приходить на будмайданчик, аби зустрітися із Рорком на вершині сталевої конструкції.

## Головні герої

### Говард Рорк

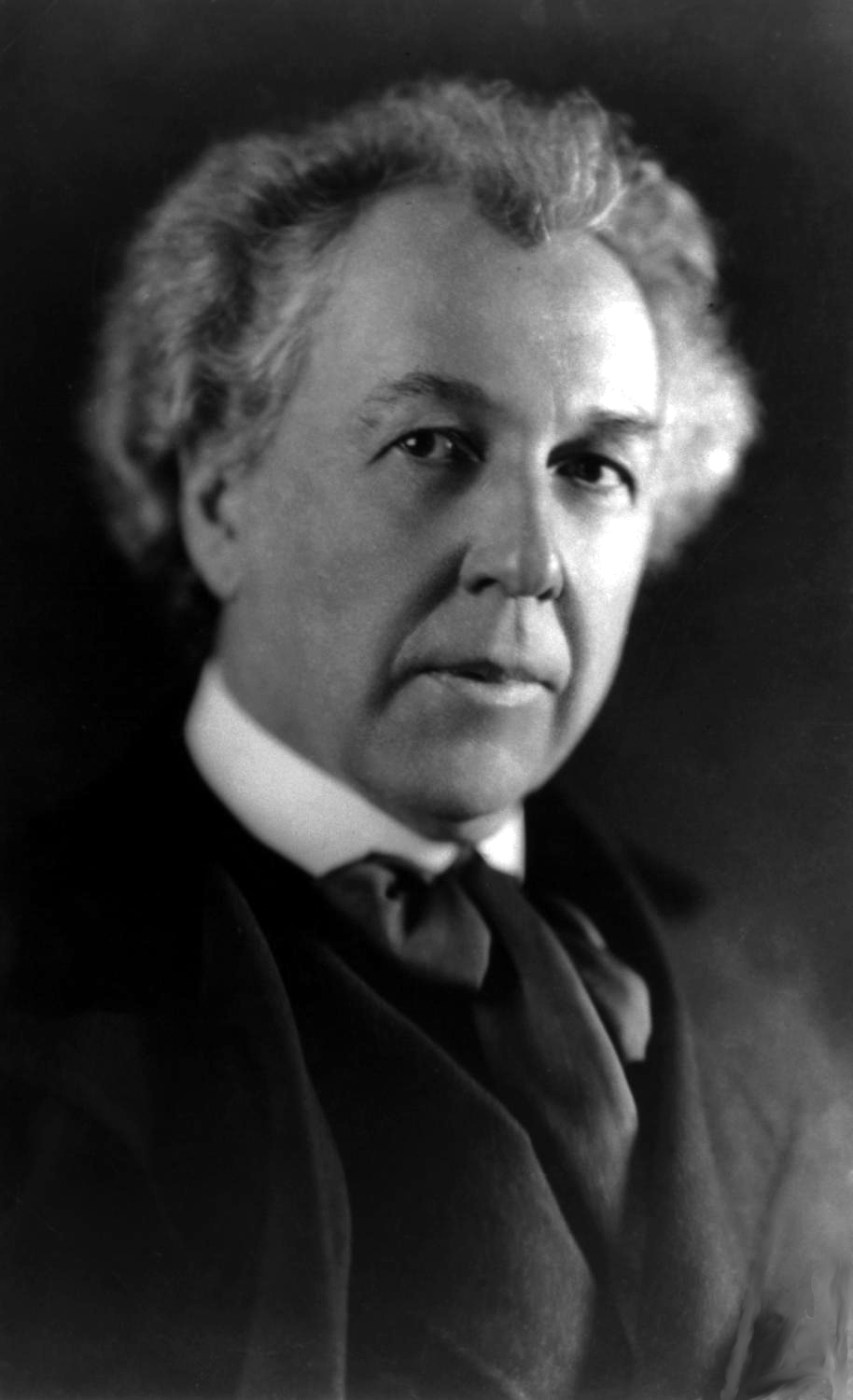
Архітектор Френк Ллойд Райт був прототипом головного героя Говарда Рорка

Айн Ренд, серед іншого, поставила собі за мету зобразити ідеального чоловіка, і образ Говарда Рорка, головного героя «Джерела», на її думку, був першим успішним втіленням цього задуму..
В оригінальному варіанті написання — Howard Roark — його ім'я та прізвище містять слова «hard» (укр. жорсткий, дужий) та «roar» (укр. гуркіт), які влучно описують твердий характер героя. Рорк, який ніколи не йде на компроміси зі своїми принципами, втілює концепцію етичного егоїзму Айн Ренд, надто таких чеснот, як незалежність та цілісність. «Я прийшов сюди сказати, що я — людина, яка існує не для інших. Це необхідно сказати. Світ гине в оргії самопожертви. Я прийшов сюди сказати, що непорушність творчої праці людини є важливішою за будь-яку благодійність. Ті з вас, хто цього не розуміє, знищують світ».
Образ Говарда Рорка частково списаний з американського архітектора Френка Ллойда Райта. Сама ж Ренд стверджувала, що втілила в Роркові лише окремі ідеї Райта щодо архітектури та певні моменти його кар'єри. Архітектурний критик Мартін Філлер писав, що Рорк нагадує швейцарсько-французького архітертора-модерніста Ле Корбюзьє.

### Пітер Кітінґ
Честолюбний архітектор, вчився разом з Рорком. Обдарована людина, він витрачає свій творчий хист, прагнучи догоджати смакам клієнтів. Залежний від чужої думки: батька Домінік Франкон, архітектурного істеблішменту, своєї матері, навіть Рорка, до якого часто звертається за професійною допомогою. На відміну від Рорка, будує своє життя і кар'єру на основі компромісів. У фіналі зазнає поразки: «Він не хотів бути великим, аби інші вважали його великим. Він не хотів будувати — хотів, щоб ним захоплювалися як будівельником. Він запозичив у інших, щоб справити враження на інших. Ось його самозречення. Він зрадив своє Я».

### Домінік Франкон
Головний жіночий персонаж «Джерела». Пихата красива і розумна блондинка. Дочка Гая Франконія, успішного архітектора. На початку роману працює журналістом в «Прапора» — веде колонку про дизайн інтер'єрів, її звільняють за мова на першому суді над Говардом Роркен. Любить Рорка, але виходить заміж спочатку за Пітера Китинга, потім за Гейла Вінанда. У фіналі роману стає дружиною Говарда Рорка і, нарешті, знаходить щастя.

### Ґейл Вайненд
Багатий і впливовий чоловік, серед іншого володіє газетою «Знамя», в якій працюють Домінік Франконії і Еллсворт Тухі. Піднявся з самих низів. У нього багато спільного з Говардом Рорком, але його успіх залежить від здатності догоджати громадській думці, що в підсумку призводить Вайненда до краху. У щоденниках Айн Ренд описувала Вайненда як «людину, яка могла б бути» героїчним індивідуалістом, протиставляючи його Рорку, який таким є.

### Еллсворт Тухі
Критик і журналіст, ведучий популярну колонку про будівництво та архітектуру в «Прапора». Антагоніст Говарда Рорка, Тухі — прихильник колективізму: «Тільки коли ви зможете відчути огиду до власного безцінного маленькому Я, ви знайдете справді повний спокій альтруїзму». В індивідуалізмі Рорка він бачить велику загрозу. Впливає на життя всіх головних героїв роману, зокрема бореться з Роркен. Домінік Франконія дає Тухі наступну характеристику: «Ідеальний мерзотник».

### Інші персонажі
- Генрі Камерон — архітектор, учитель Рорка і його перший роботодавець; прототип — архітектор Луїс Салліван.
- Кетрін Хейлс — наречена Китинга і племінниця Тухі.
- Гай Франконія — батько Домінік, роботодавець Китинга і його бізнес-партнер. Глава архітектурної фірми «Франконії і Хейєр» і згодом «Франконії і Кітінг».
- Лусіус Хейєр — архітектор, керівник разом з Гаєм Франконія архітектурною фірмою «Франконії і Хейєр». Згодом неусвідомлених маніпуляцій Пітера Китинга, Хейєр доведений до смерті.
- Стівен Меллорі — талановитий скульптор, зневірений у власних силах, намагається вбити Тухі, під впливом Рорка знову набуває впевненості і створює статую для храму Стоддарта.
- Альва Скаррет — головний редактор газети Вінанда. Один з найстаріших співробітників «Прапора».
- Джон Ерік Снайт — роботодавець Рорка, котрий використовував колективну роботу для створення остаточного варіанта проектів.
- Остін Хеллер — мислитель-індивідуаліст, який найняв Рорка на роботу і став одним з його відданих союзників.
- Лойс Кук — молода письменниця, голова Союзу американських письменників. Автор книг «Савани і савани» і «Доблесний камінь в сечовому міхурі». Є прихильницею поглядів Еллсварта М. Тухі, які висловлює в своїй літературі.
- Ралстон Холкомб — президент Американської гільдії архітекторів (АГА). Не приймає поглядів колег і вважає єдиним архітектурним стилем Відродження. На його погляд, з епохи Відродження не з'явилося стилю, який міг би перевершити цей.

## Основні теми

### Індивідуалізм
Айн Ренд відзначала, що основною темою «Джерела» є «протиставлення індивідуалізму колективізму не в політиці, а в людській душі». У книзі автор уникає прямого обговорення політичних питань. Виняток — сцени в суді, де Рорк захищає американську концепцію прав особистості . Як зазначав історик Джеймс Бейкер, «в» Джерелі "навряд чи можна знайти згадку про політику чи економіку, крім того факту, що він з'явився в 1930-і роки. Немає в ньому і згадки подій, що відбуваються в світі, хоча роман створювався під час Другої світової війни. Цей твір про конкретну людину, який протистоїть системі, і інші питання не повинні заважати розкриттю цієї теми.

### Архітектура
Айн Ренд присвятила «Джерело» своєму чоловікові Френку О'Коннору і архітектурі. Архітектура була обрана за співзвучність ідеям Ренд, особливо в контексті підйому сучасної архітектури. Архітектура дозволила автору проілюструвати її погляди — віру в те, що приватне має найвищу цінність, служить «джерелом» творчої енергії, і що егоїзм, який розуміється як розумний егоїзм, — це чеснота.
Говард Рорк і Пітер Кітінг займають діаметрально протилежні позиції. Стиль Китинга — історична еклектика і неокласицизм, навіть якщо він будує хмарочос. Кітінг шанує традиції і дотримується їх.
Рорк прославляє сучасну архітектуру як безкомпромісну і героїчну. Поширена думка, що прообразом Рорка був американський архітектор Френк Ллойд Райт, заперечували і Ренд, і Райт. Однак відомий американський архітектор і один Райта Брюс Гофф в своїй книзі Goff on Goff стверджував, що Райт послужив прообразом Рорка, незважаючи на численні відмінності між ними. Так, деякі описи будівель, побудованих Роркен, нагадують будинки Райта. Яскравий приклад: «Будинок Хеллера», перший будинок, побудований за проектом Рорка, схожий на знамениту віллу Едгара Кауфмана «Будинок над водоспадом», побудовану Райтом (Коннелсвіл, Пенсільванія, 1936—1937 рр.).
Ренд була прихильницею Райта і звернулася до нього з проханням спроектувати декорації для фільму, що знімався за романом. Однак архітектор оцінив свої послуги занадто дорого — студія не могла собі цього дозволити. Ренд також доручила Райту створити для неї проект літнього будинку (не був побудований). Райт в свою чергу написав Ренд лист, в якому високо оцінив роман, а Ренд з чоловіком пізніше відвідали резиденцію Райта «Талиесин» на запрошення архітектора.
Багато архітекторів називали роман джерелом натхнення. Фред Стітт, засновник Інституту архітектури в Сан-Франциско, присвятив книгу своїй «першого вчителя архітектури Говарду Роркен». Надер Воссугян писав, що "" Джерело «… сформував суспільне сприйняття професії архітектора можливо більше, ніж будь-який інший твір за останні півстоліття». Джуліус Шульман, відомий американський фотограф архітектури, відзначав, що саме роман Ренд «вперше звернув увагу суспільства на архітектуру».

## Переклад українською
- Ренд, Айн. Джерело / Пер. з англ. Олена Замойська. — К. : Наш Формат, 2016. ISBN 978-617-7279-55-5.